# شبکه ورزشی ابوظبی
ابوظبی ورزشی (به عربی: أبو ظبي الرياضية) یک ایستگاه تلویزیونی عربی زبان که از ابوظبی، پایتخت امارات متحده عربی پخش میشه و متعلق به شرکت رسانه‌ای ابوظبی است. موفق به کسب حق پخش بازی‌های لیگ برتر انگلیسی برای فصل ۲۰۱۰/۲۰۱۱ . کانال‌های ورزشی 3 - Edge ابوظبی به صورت رمز گذاری شده هستند و از طریق رسیورهای osn قابل در یافت می‌باشند .

## کانال ها
(نمایش در ردیف کانال‌ها به صورت AD SPORT)
- ابوظبی ورزشی ۱ SD/HD

ه* ابوظبی ورزشی ۲ SD/HD
- Yas SPORTS SD/HD
- ابوظبی ورزشی ۳ HD $
- ابوظبی ورزشی ۴ HD $
- ابوظبی ورزشی ۵ HD $
- ابوظبی ورزشی ۶ HD $
- ابوظبی ورزشی ۷ HD $
- Edge SPORTS HD $

## رویدادها
ابوظبی ورزشی برنامه‌های که شامل حق پخش میشن:
فوتبال
جام حذفی و سوپر جام ایتالیا و بازی‌های دوستانه ملی خانگی ایتالیا (18- 2016)
فینال جام حذفی اسپانیا و سوپر جام اسپانیا و بازی‌های دوستانه ملی خانگی اسپانیا
لیگ برتر آمریکا (MLS) + جام حذفی برزیل + بازی‌های دوستانه ملی خانگی فرانسه + سوپر لیگ هند
انتخابی جام ملت‌های اروپا 2016 و انتخابی جام جهانی 2018 (منطقه اروپا) + مقدماتی جام جهانی 2018 منطقه کونکوکاف
لیگ برتر روسیه + کالچو سری B ایتالیا
کوپا لیبرتادورس(جام باشگاه‌های آمریکا جنوبی) وکوپاسود آمریکانا
مسابقات جهانی دو و میدانی ( جام جهانی و لیگ الماس و ... )
MAN City TV
Roma TV
Bayern TV
Lazio TV
- لیگ برتر انگلستان (۲۰۱۱-۲۰۱۴)
  - لیگ برتر امارات
- جام حذفی امارات
- جام رئیس دولت امارات
  - سی

تنیس : تنیس WTA - تنیس مبادله ابوظبی - تنیس اوپن دبی - تنیس لیون - تنیس لوکزامبورگ - تنیس آنتالیا
بسکتبال :
والیبال : لیگ ملت‌های جهان
- لیگ بسکتبال امارات

هندبال :
- لیگ هندبال امارات

ورزش‌های موتوری : رقابت‌های ناسکار x fintiny seris
رقابت‌های ردبول هوایی -
- یک
- سوپرلیگ

کشتی کج : WWE ROYAL RAMBLE -
- (زنده!)
- سوپراستار
- ایکسپرنس
- کالکشن
- کشتی کج : WWE ROYAL RUMBLE